# Tonabnehmer (E-Gitarre)

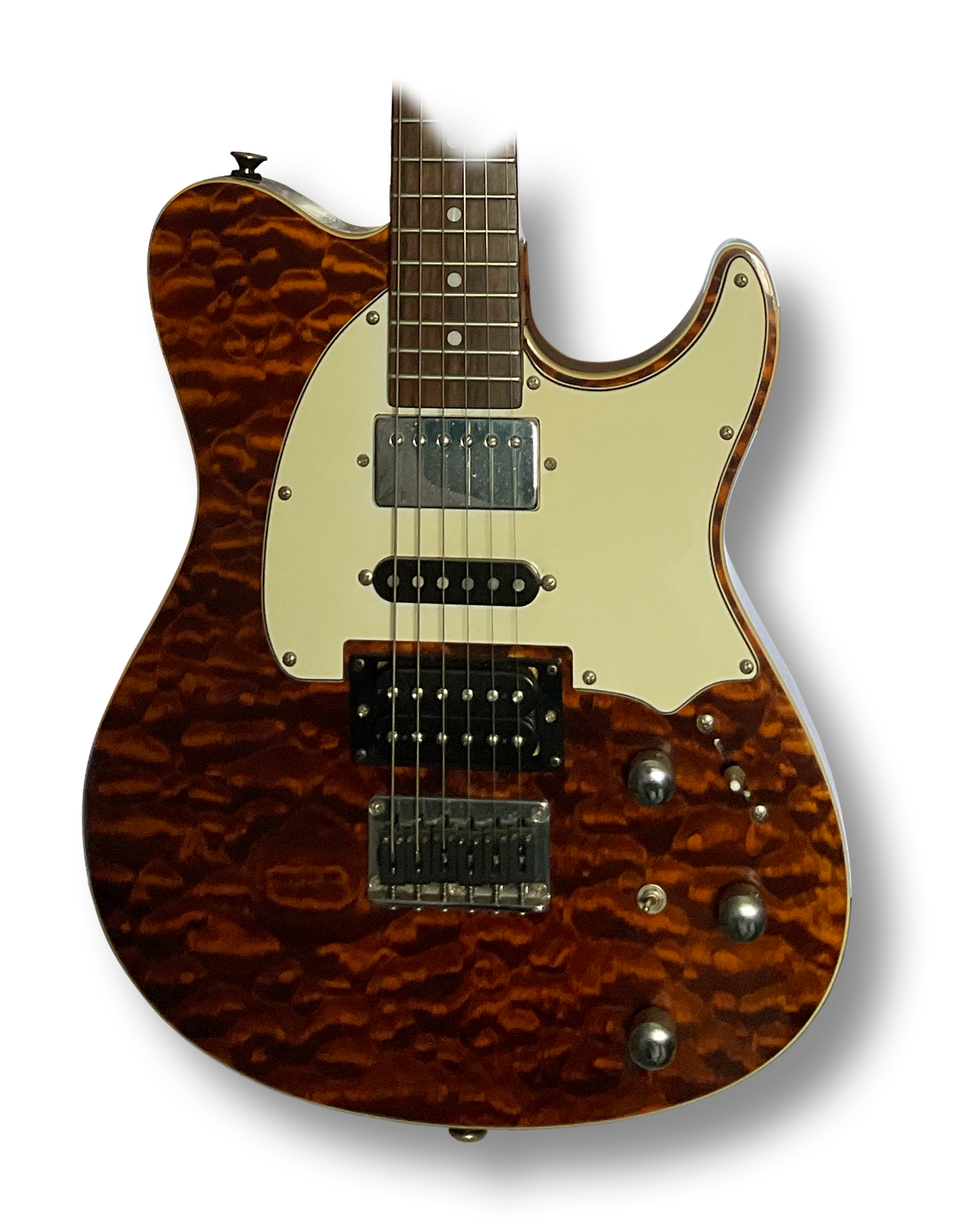
Korpus einer E-Gitarre mit versch. Tonabnehmern.
Am Hals: Humbucker (mit zusätzlicher Metallkappe).
In der Mitte: Single-Coil-Pickup.
Darunter: Humbucker (ohne Schutzkappe).
In der Bridge: Piezo-Tonabnehmer

Die Saitenschwingungen bei elektrischen Gitarren werden über elektro-magnetische Tonabnehmer (englisch: Pickup) abgenommen. Das elektrische Signal kann dann mit Effektgeräten verändert und über einem Gitarrenverstärker wiedergegeben oder auch direkt aufgezeichnet werden.

## Funktionsprinzip

Physikalisches Prinzip des Single-Coil-Pickup

Der Tonabnehmer einer E-Gitarre besteht im einfachsten Fall aus einem Dauermagneten, um den eine Spule gewickelt ist. Die Bewegung der Stahlsaiten (sie müssen aus einem ferro-magnetischen Material bestehen) im Magnetfeld ändert dessen Feldstärke. Somit wird in der Spule durch elektromagnetische Induktion eine Wechselspannung mit der Frequenz der Schwingung der Saite erzeugt. Diese Spannung beträgt typischerweise etwa 0,1 V. Sie hängt unter anderem von der Dicke der Saite und ihrer Schwingungsrichtung sowie -amplitude ab: Je dicker eine Saite ist, desto höher ist auch die durch sie induzierte Spannung. Schwingungen in Richtung des Magnetpols führen zu höherer Spannungsinduktion als Schwingungen seitlich zum Pol.

## Bauteile
In Tonabnehmern kommen Dauermagnete zum Einsatz. Sie sind als zylinderförmige Stabmagnete ausgeführt oder in Barrenform. Die Magnete bestehen aus unterschiedlichen Legierungen aus Aluminium, Nickel, Kobalt und Eisen (AlNiCo), es kommen aber auch Keramikmagnete zum Einsatz. Stärkere Magnete erzeugen ein stärkeres Magnetfeld und dadurch eine höhere Induzierte Spannung, also ein lauteres Ausgangssignal. Alnico5-Magnete sind in der Regel stärker als Alnico2-Magnete, Keramikmagnete meistens noch stärker. Gleichzeitig erzeugen die unterschiedlichen Materialien des Magneten auch einen leicht anderen Klang.
Die Spulen sind aus sehr dünnem, lackiertem Kupferdraht gewickelt. Die Drahtstärke liegt typischerweise im Bereich von 0,056 bis 0,063 mm. Die Spulen haben je nach Bauart zwischen 4.000 und 10.000 Windungen. Bei der Herstellung der Spulen wird der Draht entweder maschinell oder von Hand geführt. Die Führung des Drahtes von Hand führt zu geringen Unregelmäßigkeiten in den Wicklungen und soll dem Tonabnehmer dadurch einen besonders dynamischen Klang verleihen.
Um die Empfindlichkeit des Tonabnehmers für Schallwellen (Mikrofonie) und damit die Rückkopplungsneigung herabzusetzen, werden die Spulen häufig in Paraffin mit 20%iger Bienenwachszugabe fixiert.

## Bauformen

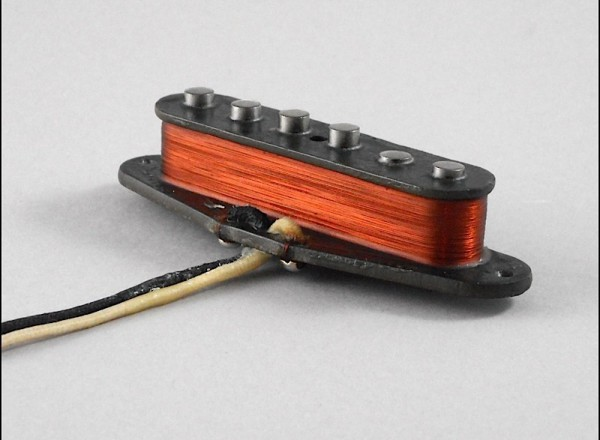
Single Coil

Für elektrische Gitarren wurden eine ganze Reihe von unterschiedlichen Bauformen entwickelt, jeweils mit unterschiedlichem Klang und verschiedenen Vor- und Nachteilen. Die bekanntesten und am meisten verwendeten sind:
- Single Coil (Einzelspule)
- Humbucker (Doppelspule)
- P-90
- Split Coil (zweiteilige Bauform eines Single Coil für E-Bässe)

Singlecoil-Tonabnehmer haben häufig (aber nicht immer) den klareren, obertonreicheren Klang, während Humbucker eher weich und mittenbetont klingen. Darüber hinaus bieten Humbucker durch die spezielle Verschaltung ihrer beiden Spulen einen besseren Schutz vor Störgeräuschen, die durch die elektromagnetische Strahlung von Netzgeräten u. a. erzeugt werden. Die P-90-Modelle sind technisch gesehen auch Einzelspuler (demnach Single Coil) und liegen klanglich zwischen einem klassischen Single Coil und einem Humbucker, weshalb sie daher häufig unabhängig betrachtet werden.

## Klang
Neben der Bauform ist auch die Position des Tonabnehmers wichtig für den Klang. In der Nähe des Steges entsteht ein harter, höhenreicher Klang, während ein Tonabnehmer nahe dem Gitarrenhals einen weicheren, tiefenlastigeren Ton liefert. E-Gitarren sind daher meistens mit zwei Tonabnehmern oder drei bestückt, einer am Hals, einer am Steg und ggf. einer in der Mitte. Mit einem Wahlschalter für den Tonabnehmer kann dann zwischen den unterschiedlichen Klangbilder umgeschaltet werden, wobei fast immer auch ein (meist paralleler) Mischbetrieb zwischen zwei Tonabnehmern möglich ist. Hierzu finden meist Umschalter mit drei Positionen (Kippschalter bei der Gibson Les Paul) oder fünf Positionen (Fender Stratocaster) Verwendung.
Der Frequenzgang des Tonabnehmers lässt sich in erster Näherung als Tiefpass zweiter Ordnung mit Resonanzüberhöhung beschreiben. Die Spuleninduktivität bildet zusammen mit der parallel dazu liegenden Lastkapazität (Eigenkapazität der Wicklung plus Gitarrenkabel) einen Schwingkreis, dessen Resonanzfrequenz mehr oder weniger stark hervorgehoben wird. Bei den meisten handelsüblichen Tonabnehmertypen liegt diese in Verbindung mit durchschnittlichen Kabeln im Bereich zwischen etwa 2000 und 5000 Hertz. Je nach Lage ergibt sich so ein unterschiedlicher Klangeindruck. Durch zusätzliche externe Lastkondensatoren lässt sich die Resonanzfrequenz niedriger einstellen. Dadurch werden die grellen Höhen abgeschwächt, und der Klang bekommt mehr wärmere Mittenanteile, was viele Gitarristen schätzen.
Zur technischen Charakterisierung ist die Induktivität die wichtigste Größe. Die meisten handelsüblichen Typen liegen im Bereich zwischen 2 und 11 Henry. Dabei bedeutet eine höhere Induktivität ein stärkeres Ausgangssignal. Der vielfach von den Herstellern angegebene Gleichstromwiderstand liegt im Bereich von 3 bis 20 kOhm. Ein höherer Widerstand ergibt sich aus mehr Windungen der Spule(n) oder kann auf einen dünneren Draht hindeuten. Da die Stärken der verwendeten Drähte nur wenig variieren, kann er zumindest als grober Anhaltswert für die Signalstärke betrachtet werden. Über die klanglichen Eigenschaften sagen Induktivität und Widerstand nur wenig aus.
Bei Humbuckern kommt zum Frequenzgang noch der Auslöschungseffekt infolge der Abtastung an zwei Stellen der Saite hinzu. Es entsteht eine Kammfilter-Charakteristik, bei jeder Saite unterschiedlich. Die klanglichen Auswirkung ist schwächer als die des für alle Saiten gleichen Frequenzgangs.
Die Empfindlichkeit – sozusagen die Lautstärke – wirkt sich dann klanglich aus, wenn der Gitarrenverstärker im Bereich der Übersteuerung betrieben wird, oft bezeichnet mit Crunch, Overdrive, Distortion oder Lead Channel. Hier ergeben „lautere“ Tonabnehmer mehr Verzerrung und damit einen aggressiveren, obertonreicheren Klang.

## Aktive Tonabnehmer
Die klassischen Tonabnehmer für E-Gitarren bestehen nur aus einem passiven elektrischen Bauelement, der Spule. Später wurden auch sogenannte aktive Tonabnehmer entwickelt. Bei diesen ist ein elektronischer Vorverstärker im Instrument integriert, der meist aus einer kleinen Batterie (typischerweise ein 9V-Block) gespeist wird. Die Lautstärke- und Klangregler an der Gitarre sind dann oft auch nicht als passive Konstruktionen (aus Kondensator und Widerstand), sondern als aktive Schaltungen ausgelegt.
Je nach Typ kann die Klangcharakteristik der aktiven Tonabnehmer sehr unterschiedlich ausfallen. Diese beruht zum größten Teil auf dem Übertragungsfrequenzgang, der meistens alles andere als linear ist, zum kleineren Teil auch auf der Empfindlichkeit (Verhältnis von Ausgangsspannung zur Schnelle der Saitenbewegung). Ein total geradliniger Frequenzgang (HiFi), der technisch durchaus machbar wäre, wird von den Gitarristen im Allgemeinen nicht geschätzt, er wird eher als langweilig empfunden.
Bei aktiven Tonabnehmern lässt sich der Frequenzgang durch geeignete Auslegung des eingebauten Vorverstärkers nahezu beliebig gestalten. Verbreitet sind Typen mit einem „Berg“-Frequenzgang, d. h. Abschwächung von Bässen und Höhen und stärkster Übertragung bei mittleren Frequenzen, z. B. im Bereich von etwa 500 bis 700 Hz. Dies zeigt sich als günstig für Hardrock-Sounds, wo die Verstärker stark übersteuert werden.

## Piezo-Tonabnehmer
Neben den typischen elektromagnetischen Tonabnehmern finden auch piezoelektrische Tonabnehmer, wie man sie von Akustikgitarren kennt, in E-Gitarren teilweise Anwendung. Hierbei sind die druckempfindlichen Piezo-Sensoren in den Steg der Gitarre eingebaut und wandeln dort die Druckunterschiede der schwingenden Saite in ein elektrisches Signal um. Hierbei wird immer auch eine aktive Elektronik in Form eines Vorverstärkers benötigt, um das Signal für einen Gitarrenverstärker nutzbar zu machen.
Ein Piezo-Tonabnehmer wird meistens als zusätzlicher Tonabnehmer an E-Gitarren eingesetzt, die für die Benutzung auf der Bühne gedacht sind. Mit einem eigenen Schalter kann er dann für akustisch klingende Passagen benutzt werden oder er wird mit einem Lautstärkeregler dem Signal der anderen Tonabnehmer bei cleanem/unverzerrtem Klang hinzugemischt. Dies gibt dem Gitarristen innerhalb eines Liedes mehr Möglichkeiten zwischen akustischen, cleanen und verzerrten Klang zu wechseln, ohne die Gitarre tauschen zu müssen. John Petrucci (Dream Theater) ist bekannt dafür diese Möglichkeiten zu nutzen und seine Signaturgitarren von Music Man sind in Versionen mit zusätzlichem Piezo-Tonabnehmer erhältlich.

## Hersteller
Viele der Tonabnehmer werden von den Gitarrenherstellern selbst hergestellt, besonders bei den großen Marken Fender, Gibson und PRS. Daneben gibt es einige Unternehmen die Tonabnehmern für E-Gitarren einzeln zum Nachrüsten oder als Zulieferer vor allem für kleine Gitarrenhersteller anbieten. Die bekanntesten sind:
- Seymour Duncan (USA)
- DiMarzio (USA)
- EMG (USA)